# تاكويا ماتسوناغا
تاكويا ماتسوناغا (باليابانية: 松永拓也) هو لاعب كرة قدم ياباني في مركز الوسط، ولد في 10 يونيو 1990 في كاميوكا في اليابان. لعب مع FK Utenis Utena ‏.

## وصلات خارجية
- تاكويا ماتسوناغا على موقع قاعدة بيانات كرة القدم.إي يو (الإنجليزية)
- تاكويا ماتسوناغا على موقع Soccerway.com (الإنجليزية)